# Stairway to Heaven

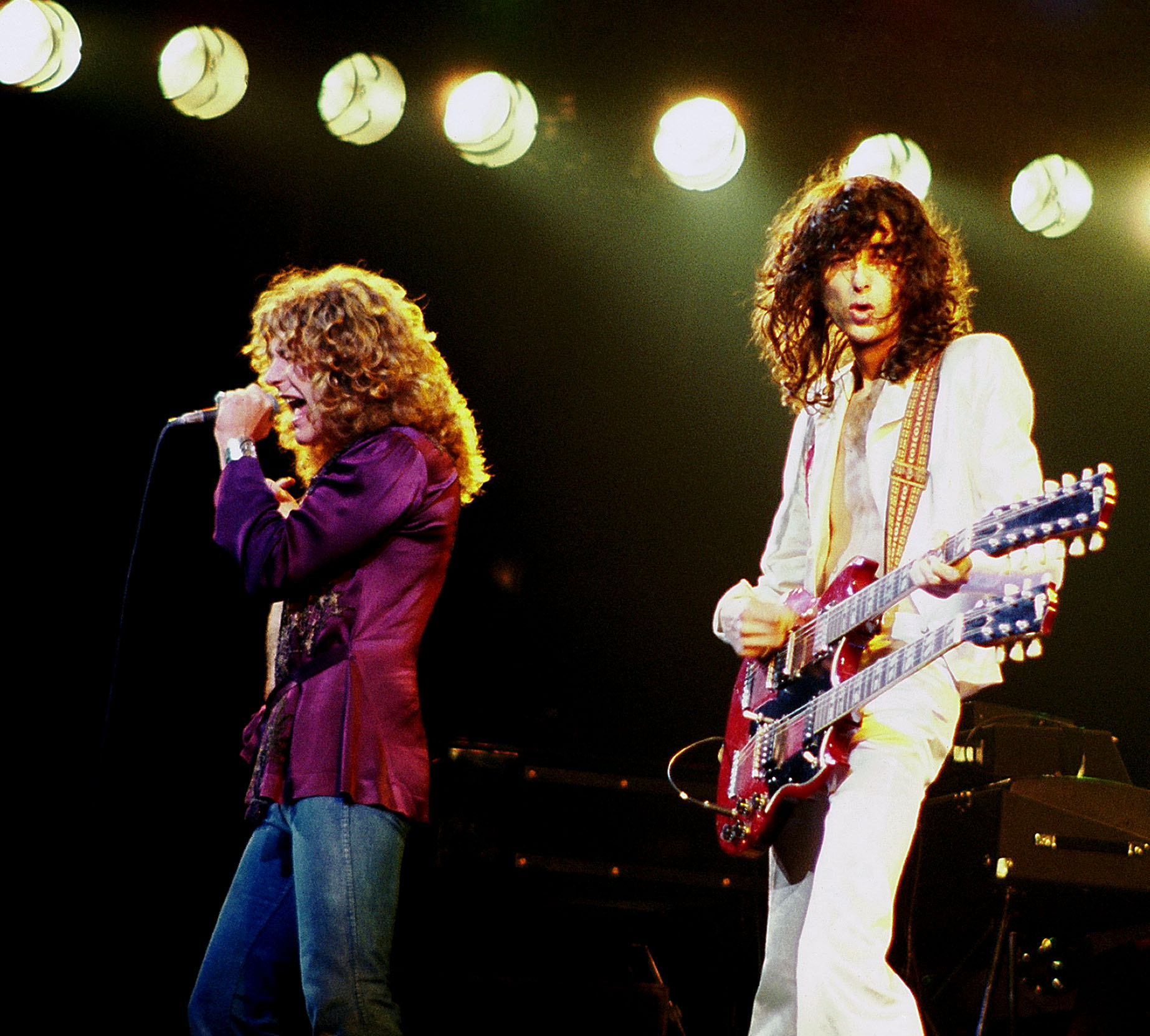
Jimmy Page och Robert Plant 1977.

Stairway to Heaven är en låt skriven av Jimmy Page och Robert Plant, framförd av Led Zeppelin. Utgavs på albumet Led Zeppelin IV 1971.
Låten är Led Zeppelins populäraste och mest kända verk och en av de allra mest kända låtarna i modern musikhistoria. Den är åtta minuter och tre sekunder lång, och går från ett akustiskt intro till rock med högre tempo och flera musikinstrument. Den har även röstats fram till den bästa låten någonsin ett flertal gånger.
Låten har påståtts innehålla satanistiska budskap som ska nås genom att låten spelas baklänges. Detta har dock Robert Plant hävdat inte vara avsiktligt.

## Låtens uppbyggnad
Musiken är komponerad av Jimmy Page. Han arbetade med detta under en lång period, och hade alltid någon form av inspelningsmaskin med sig om han skulle komma på något passande till låten. Det akustiska introt sägs vara inspirerat av den instrumentala låten Taurus av bandet Spirit. Led Zeppelin spelade som förband till Spirit under en av de tidiga USA-turnéerna.
Det första utkastet till texten, som skapades av sångaren Robert Plant under en kväll i Headley Grange, var spontant improviserat. Page spelade den instrumentala delen på sin gitarr medan Plant satt med en penna och ett papper. Under kvällen sa Plant plötsligt "my hand was writing out the words, 'There's a lady who's sure, all that glitters is gold, and she's buying a stairway to heaven'. I just sat there and looked at them and almost leapt out of my seat." Hans egen beskrivning av låten var att en kvinna alltid får allt hon vill ha, utan att ge något tillbaka. Det finns dock många alternativa tolkningar av låten.
Låten spelades för första gången i december 1970 i Island Records studion i London.

## Live
Stairway to Heaven spelades för första gången live i Belfast den 5 mars 1971, och spelades under varje konsert, ända fram till trummisen John Bonhams död och gruppens upplösning. När den spelades live förlängde de ofta låten genom att Jimmy Page utökade sitt gitarrsolo och Robert Plant lade till några textrader. Live spelade Page på en dubbelhalsad Gibson EDS-1275, vilket gjorde att han inte behövde byta gitarr när låten gick över till 12-strängat.